# Salado del Norte
Il Río Salado, chiamato anche Río Salado del Norte o Juramento è un fiume lungo 2.150 km che scorre nella parte settentrionale dell'Argentina. È il fiume andino più lungo al di fuori del bacino del Rio delle Amazzoni.
Il fiume nasce con il nome di Juramento nelle Ande (provincia di Salta), lo sbarramento di Cabra Corral ne regola il flusso che è molto irregolare e devia parte delle sue acque per scopo irriguo.
Scorrendo in direzione sud-est il fiume entra nella provincia di Santiago del Estero dove assume il nome di Salado, insieme al fiume Dulce, che scorre poco più a meridione, rappresenta l'asse economico e demografico dell'arido territorio della provincia.
La portata del fiume è regolata da alcuni sbarramenti e dighe che deviano parte del flusso d'acqua in canali di irrigazione. Più a valle il letto del fiume diviene variabile e irregolare producendo paludi e acquitrini dove in inverno, riducendosi la portata, il fiume talvolta si interrompe.
Dopo un percorso di oltre 800 km nella provincia di Santiago del Estero, il fiume raggiunge la provincia di Santa Fe dove assume il nome di Salado del Norte e dove confluisce a Santa Fe tramite la Laguna Setubal nel fiume Paraná rappresentando uno degli affluenti minori di quest'ultimo.
In caso di periodi estivi particolarmente piovosi il fiume può esondare come è avvenuto nel 2003 quando ha inondato la città di Santa Fe provocando numerose vittime e danni ingenti.